# André Dumortier
 (janvier 2008).
Si vous disposez d'ouvrages ou d'articles de référence ou si vous connaissez des sites web de qualité traitant du thème abordé ici, merci de compléter l'article en donnant les références utiles à sa vérifiabilité et en les liant à la section « Notes et références ».
Pour les articles homonymes, voir Dumortier.
André Dumortier est un pianiste et pédagogue belge, né à Comines le 1er octobre 1910 et mort à Tournai le 3 septembre 2004. En 1938, il est lauréat du Concours Eugène Ysaÿe (par la suite intitulé Concours international Reine Élisabeth de Belgique).

## Biographie

### Les origines
André Dumortier naît à Comines (commune frontalière du Hainaut Occidental, en Belgique) en 1910, dans un milieu ouvert à la musique (sa mère est professeur de piano). En 1919, conséquence des vicissitudes de la guerre, la famille s'installe à Tournai. André Dumortier intègre alors en qualité de choriste la Maîtrise de la cathédrale Notre-Dame — pour y découvrir le répertoire de la musique sacrée —, ainsi que le Conservatoire de la ville — où il est l'élève de Jules Detournay (classe de piano).

### La formation d'un Maître
Ayant achevé sa formation au Conservatoire de Tournai en 1925, André Dumortier poursuit ses études au Conservatoire Royal de Bruxelles dans la classe de José Sévenants, remarquable pianiste, pédagogue et compositeur (élève d'Arthur De Greef et de Joseph Jongen).
Ses études sont couronnées par un Premier Prix (1927), puis par un Diplôme de Virtuosité (1931).
En 1935, au Conservatoire de Paris, il accompagne le jeune violoniste Arthur Grumiaux dans un récital qui suscite l'enthousiasme du directeur de l'établissement, Henri Rabaud. À Paris encore, André Dumortier approfondit la musique de Bach auprès de la claveciniste polonaise Wanda Landowska, perfectionne son jeu pianistique avec Yves Nat, noue des contacts avec le compositeur Francis Poulenc.

### Le Concours Eugène Ysaÿe

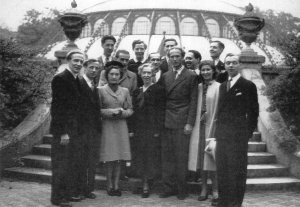
Les lauréats du Concours Eugène Ysaÿe (1938), en compagnie du Roi Léopold III et de la Reine Élisabeth.

En 1938, André Dumortier se présente à la première session de piano organisée dans le cadre du Concours Eugène Ysaÿe,. Aux côtés de personnalités telles que Emil Guilels, Moura Lympany, Arturo-Benedetti Michelangeli, André Dumortier sera le seul lauréat belge (en 1950, le Concours Eugène Ysaÿe, imaginé par le violoniste belge Eugène Ysaÿe et encouragé par la Reine Élisabeth, prend le nom de Concours Musical International Reine Elisabeth de Belgique).
André Dumortier devient alors l'un des premiers pensionnaires de la Chapelle Musicale Reine Elisabeth nouvellement créée.
À plusieurs reprises, il siège en qualité de membre du jury au Concours International Reine Élisabeth de Belgique.

### Concertiste

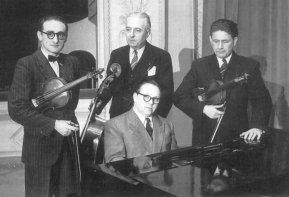
Le Quatuor de Londres.

Brillant virtuose au répertoire très étendu, André Dumortier s'illustre par le récital dans de nombreux pays européens (Belgique, France, Hollande, Royaume-Uni, Portugal, Italie, Suisse, Suède), voire au-delà (Congo belge, URSS). Ses qualités de chambriste sont également appréciées : durant de nombreuses années, il sera le pianiste du Quatuor belge de Londres (fondé durant la seconde guerre mondiale par le violoniste Maurice Raskin).
C'est d'ailleurs à Londres qu'André Dumortier enregistre ses premiers disques.

## Le pédagogue
Interprète de classe internationale, André Dumortier choisit pourtant de consacrer la plus grande part de sa vie professionnelle à l'enseignement. Héritier de la tradition lisztienne, disciple de José Sévenants, la question de la transmission lui est essentielle. Une transmission de type humaniste où les références à la philosophie, la spiritualité et les arts dans leur globalité rejoint l'exigence de la technique instrumentale, celle-ci passant par une prise de conscience corporelle que résume la Septologie (processus qu'il conçoit et définitit) :  
- Dans un corps assemblé, immuablement centré mais détendu complètement, sentir, en cours de jeu, le parcours des surfaces articulaires convexes et concaves.
- Au départ d'un dos présent, une gestique rationnelle qui préserve l'idée d'une ligne droite imaginaire joignant le sommet de l'épaule au bout du doigt et utiliser l'énergie de la pression émanant des membres inférieurs.
- Une main-outil qui appartient en permanence au clavier tout en exerçant la préhension et l'extraction du son.
- L'initiative d'un délié digital tridimensionnel à l'attache du métacarpe, délié, qui concilie cercle et droite et pénètre au cœur du son.
- En fonction de la qualité du matériau-son que requiert l'œuvre à interpréter, considérer le positionnement global du corps et la part du contact pulpeux.
- Assurer la concordance des sensations auditives et des sensations tactiles, la respiration du texte et la conscience affective des volumes sonores.
- Perfectionner la qualité du sensible, dépasser le vouloir et aspirer à l'état d'aperception, à l'état musical proprement dit[7].

### Le Conservatoire Royal de Bruxelles
En 1946, il devient professeur au Conservatoire Royal de Bruxelles. Durant une trentaine d'années (jusqu'en 1977), il forme une pléiade de pianistes venus de tous horizons : Belgique, France, Luxembourg, Espagne, Allemagne, Japon, Canada, Mexique, États-Unis. À l'image de leur maître, certains participeront à des concours internationaux : Claude Coppens (Lauréat du Concours Reine Élisabeth), George Deppe (Lauréat du Concours Tchaïkovsky), Anh Triet Lam Duy (Lauréat du Concours de Monza), Christian Parent (Lauréat des Concours Tchaïkovsky et de Leeds, en Angleterre).
Le chef d'orchestre et compositeur Pierre Bartholomée compte également parmi ses disciples.
Il enseigne aussi à la Chapelle Musicale Reine Elisabeth.

### Tournai

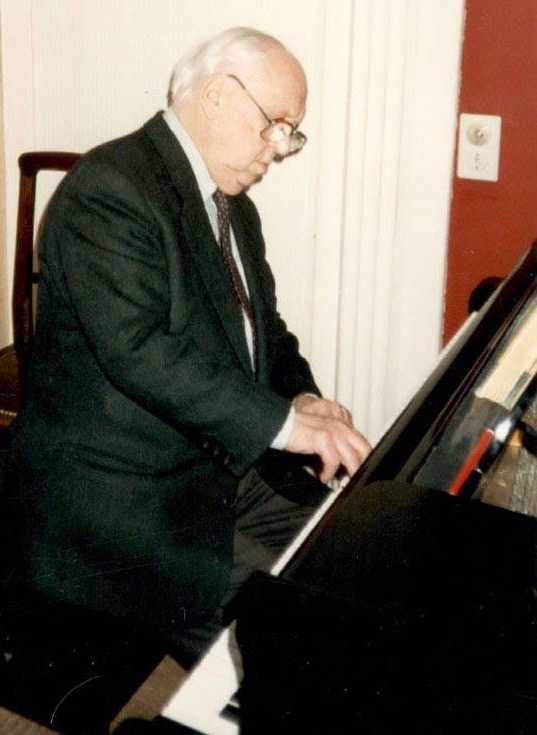
André Dumortier à son piano (années 1990).

À la fonction de professeur au Conservatoire Royal de Bruxelles, André Dumortier ajoute, en 1954, celle de directeur du Conservatoire Communal de Tournai (fonction dans laquelle il succède au compositeur André Collin et qu'il conserve jusqu'en 1977). Il organise de nombreuses manifestations musicales, en particulier consacrées aux œuvres du compositeur Jean Absil.
À Tournai, sa ville d'adoption, André Dumortier apporte également son soutien moral (et musical) à d'autres institutions musicales et culturelles. Parmi celles-ci, citons l'Académie de Musique Saint-Grégoire, la Maîtrise de la Cathédrale, La Chapelle Musicale de Tournai, le Cercle Choral Tornacum, la Maison de la Culture.
Devenu un retraité actif, André Dumortier organise, à dater de 1988, les classes de maître de Tournai destinées aux jeunes pianistes prometteurs de nationalités diverses.

## Concours international André Dumortier (CIAD)
En hommage à l'artiste et au pédagogue, un concours biennal de piano est organisé à Leuze-en Hainaut (Belgique) depuis 1996. Il porte le nom de Concours International André Dumortier (CIAD).

## Distinction
Officier de l'ordre de Léopold

## Discographie
Durant sa carrière, Dumortier réalise plusieurs enregistrements. On retiendra, entre autres, les sonates Appassionata, Pathétique et Clair de Lune, de Beethoven, les sonates de Guillaume Lekeu et César Franck (avec le violoniste belge Henri Koch), les deux concertos de Carl Maria von Weber, un concerto de Jean Absil (que le compositeur belge lui a dédié), ainsi que des œuvres de Poulenc, Haendel, Rameau… Les enregistrements originaux sont sur microsillons et donc difficilement trouvables hors médiathèques publiques. Certains (Absil, Franck, Lekeu, Weber) ont toutefois été réédités en CD.

## Documentaire et Entretiens
- En 1977, un documentaire a été réalisé sur André Dumortier par la télévision locale tournaisienne NoTélé.
- En 2001, à l'initiative de Bruno Lestarquit, un livre intitulé Entretiens avec André Dumortier est publié (avec la collaboration de la Maison de la Culture de Tournai)[12].